# Ctenogobiops tangaroai
Ctenogobiops tangaroai là một loài cá biển thuộc chi Ctenogobiops trong họ Cá bống trắng. Loài này được mô tả lần đầu tiên vào năm 1977.

## Từ nguyên
Từ định danh tangaroai được đặt theo tên của Tangaroa, một vị thần biển cả trong văn hóa vùng Polynesia, hàm ý đề cập đến Samoa thuộc Mỹ, nơi mà mẫu định danh của loài cá này được thu thập.

## Phân bố và môi trường sống
C. tangaroai có phân bố tập trung ở khu vực Tây Thái Bình Dương, từ quần đảo Ryukyu (Nam Nhật Bản) và đảo Đài Loan trải dài xuống phía nam đến khu vực Tam giác San Hô, qua phía đông đến quần đảo Mariana (Saipan và Guam), đảo Enewetak, Fiji cùng nhiều đảo quốc thuộc khu vực Polynesia.
C. tangaroai sống trên nền cát và đá vụn trong đầm phá và trên rạn san hô, được tìm thấy ở độ sâu đến ít nhất là 40 m.

## Mô tả
Chiều dài lớn nhất được ghi nhận ở C. tangaroai là 6 cm. Cá có thân trong mờ, màu trắng, có đốm cam xen lẫn các đốm nhỏ hơn màu trắng xanh. Vây lưng vươn dài như cờ đuôi nheo màu nâu nhạt, gai vây lưng đầu tiên và thứ hai vươn dài đáng kể. Phần gốc vây ngực có vạch trắng tạo thành một vệt mảnh và dài. Vây đuôi bo tròn, nhưng thẳng đứng ở giữa.
Số gai ở vây lưng: 7; Số tia ở vây lưng: 10–11; Số gai ở vây hậu môn: 1; Số tia ở vây hậu môn: 10–11; Số tia ở vây ngực: 18–20.

## Phân loại
Theo cây phát sinh loài của Thacker và cộng sự (2010), C. tangaroai là loài chị em với Ctenogobiops crocineus.

## Sinh thái
C. tangaroai sống đơn độc hoặc ghép cặp, và thường cộng sinh với tôm gõ mõ (như Alpheus ochrostriatus).
C. tangaroai có thể phát huỳnh quang đỏ ở độ sâu mà ban ngày hầu như ánh sáng đỏ từ Mặt Trời không rọi xuống được.

## Thương mại
C. tangaroai là một thành phần trong ngành buôn bán cá cảnh.